# Voigdehäger Teich

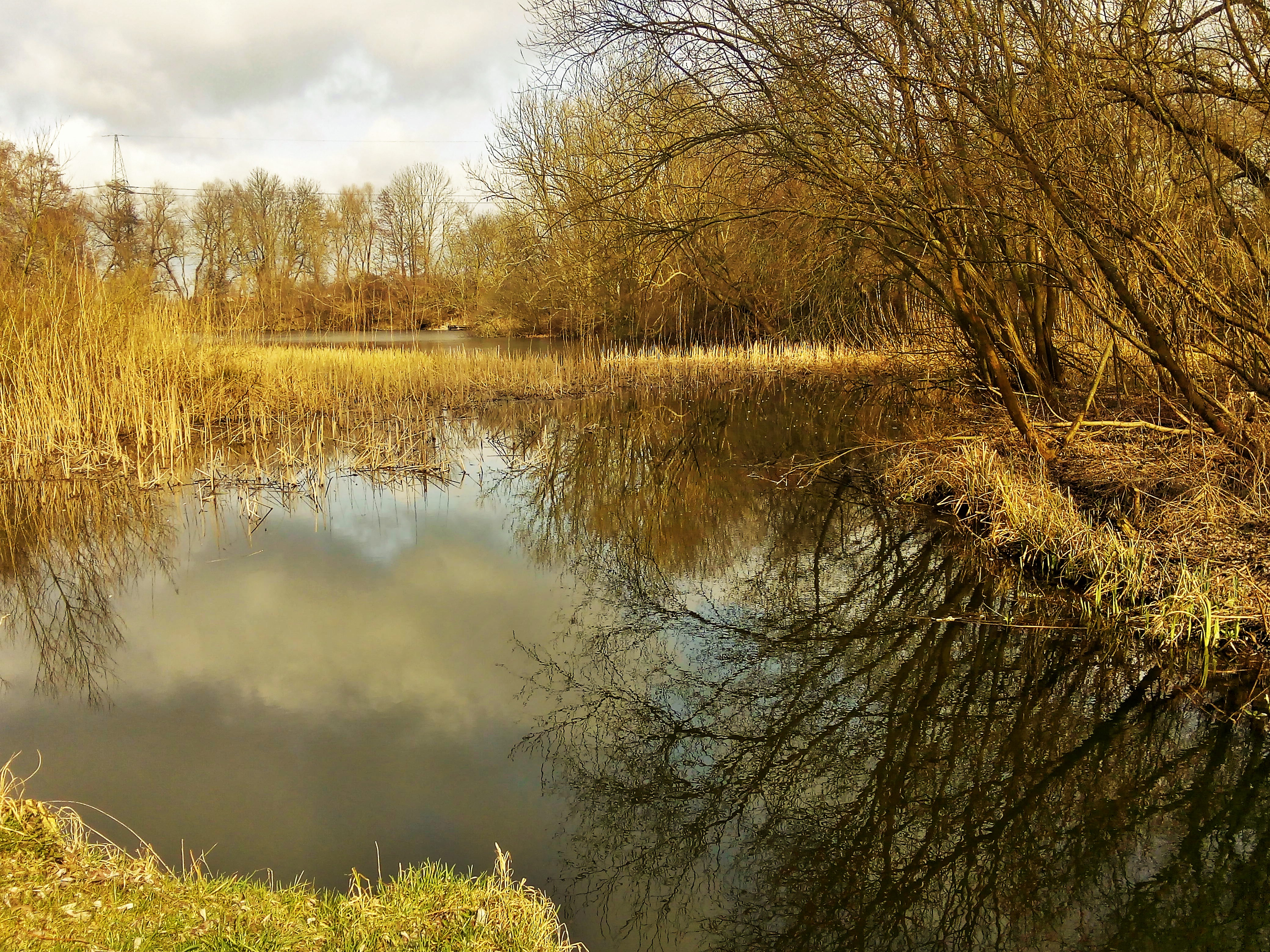
Bauernteich, Blick von Norden (2017)

Der Voigdehäger Teich wurde im Mittelalter durch Aufstauungen künstlich angelegt. Er liegt im Süden der Hansestadt Stralsund in Mecklenburg-Vorpommern.

## Geografie
Die Teiche liegen östlich von Voigdehagen, einem südlichen Ortsteil von Stralsund. 
Der Hauptzufluss ist der Bach Zitterbäk, welcher auch durch Zitterpenningshagen verläuft und diesem Ort seinem Namen gegeben hat. Das ganze Gebiet ist etwa 44 Hektar groß. Die Teiche sind fischreich und haben teilweise eine Tiefe von über 6 m. Im Süden trennt heute die alte Voigdehäger Straße den Voigdehäger Teich vom Bauernteich, im Norden ein Bahndamm vom Andershofer Teich.

## Geschichte

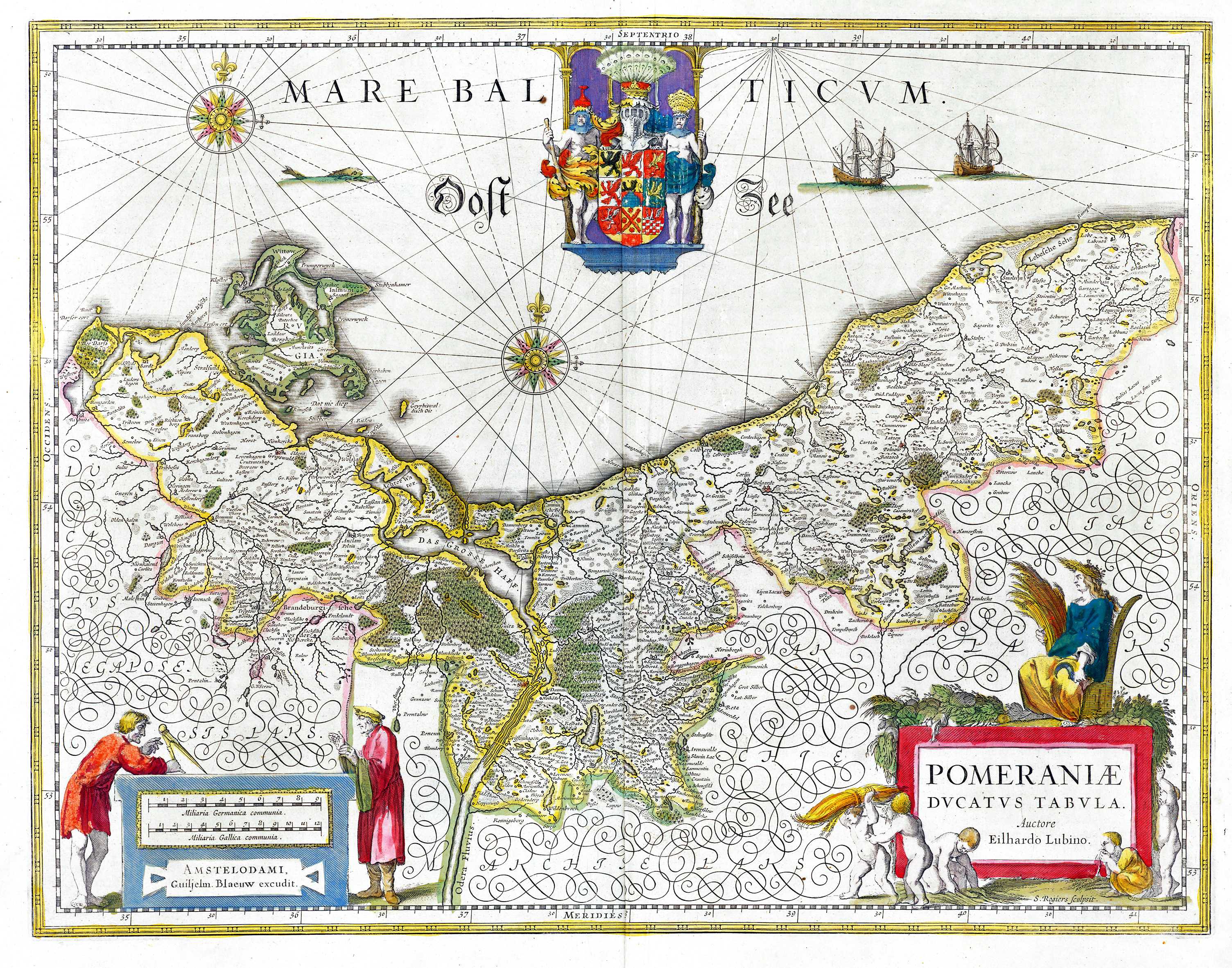

Bis ins Hochmittelalter war die Gegend als ein sumpfiges Gelände mit frei mäandernden Gewässern in einer nacheiszeitlichen Schmelzrinne kaum urbar, da diese in den Mündungsbereichen außerdem brackig wurden und, sehr flach und langsam fließend, auch nicht wirtschaftlich schiffbar waren. 
Abhilfe schaffte erst ein in den 1290er Jahren durch Zisterziensermönche geschaffener Staudamm. Die Zuflüsse wurden damals auf ein Stauziel von 11 m ü. NN aufgestaut und ein zusammenhängendes großes Gewässer gebildet. Dieses war sowohl zur Süßwasserfischzucht geeignet und schiffbar, als auch Überflutungen aus der Ostsee fortan ausblieben. Ende des 13. Jahrhunderts wurde der Voigdehäger Teich in seinem südlichen Bereich durch eine Kopfsteinpflasterstraße geteilt und der Bauernteich entstand.
Zur Mitte des 17. Jahrhunderts sind die Seen (nicht maßstabsgerecht) unter dem Namen Vogdenhagen Molen auf historischen Karten zu finden (siehe Bild links).
Im nördlichen Bereich wurde zwischen 1863 und 1878 im Zuge der Errichtung eines Bahndammes für die Angermünde-Stralsunder Eisenbahn der Andershofer Teich nördlich vom Voigdehäger Teich abgetrennt.
In dem See wurde über Jahrhunderte hinweg sowohl die Fischerei betrieben, als auch das Süßwasserreservoir der Teiche erheblich zur Wasserversorgung der Stralsunder Bevölkerung beitrug.

## Abgrenzungen

### Andershofer Teich
Der Andershofer Teich ⊙ hat etwa eine Fläche von 8,15 ha und eine maximale Tiefe von etwa 6,30 m. Der Teich ist der nördlichste Teil der drei Gewässer und für die Anlieger schiffbar. Es gibt mehrere private Anleger aber keine öffentlichen Slipstellen.

### Voigdehäger Teich
Der Voigdehäger Teich ⊙ ist die mittlere, 13,59 ha große Anstauung. Das Gewässer ist für Anlieger mit Kleinfahrzeugen auch zum Andershofer Teich hin schiffbar, aber es gibt keine öffentlichen Slipstellen.

### Bauernteich
Der Bauernteich ⊙ ist das südlichste der drei Teilgewässer. Er hat eine Wasserfläche von ca. drei Hektar und ist durch Untiefen und Verkrautung nicht schiffbar. Der Teich wird durch die Mitglieder des Sportanglervereins Voigdehäger See Stralsund e.V. beangelt. Er ist flach, warm und ringsum dicht bewaldet, wodurch er sich gut für FKK- und Badezwecke eignet. Gleich nördlich davon befinden sich die mittelalterliche Kirche Voigdehagen und deren barocker Friedhof.

## Fischfang
Die Gewässer sind fischreich und daher bei Anglern beliebt. Der Besatz umfasst dort Aale, Flussbarsche, Bleie, Hechte, Rotaugen, Rotfedern, Schuppenkarpfen und Zander. Der Bauernteich wird regelmäßig von Sportanglern besetzt, befischt und gepflegt.